# Colette Healdová
Colette L. Healdová (* 1977 Montréal) je kanadská profesorka na Massachusettském technologickém institutu (MIT) a specialistka na atmosférickou chemii.

## Raný život a studia
Healdová se narodila v Montréalu v Kanadě a vyrostla v Ottawě. Titul BSc v technické fyzice získala na Queen's University a Ph.D. získala na Harvardově univerzitě v oboru Earth and Planetary Science. Poprvé se setkala s atmosférickou vědou během jejího výzkumného projektu na Torontské univerzitě. V roce 2008 se stala asistentkou profesorem (ekvivalent docenta) atmosférické vědy na Coloradské státní univerzitě. Na MIT se přesunula v roce 2012 a aktuálně má pozici zároveň na Department of Civil and Environmental Engineering a na Department of Earth, Atmospheric and Planetary Sciences. Na MIT je vedoucí výzkumné skupiny Atmospheric Chemistry and Composition.

## Výzkum
Její výzkumné zájmy zahrnují atmosférické plyny, částice a jejich efekt na kvalitu vzduchu, ekosystémy a klima. Její výzkum ukazuje, že pochopení zdrojů organických aerosolů v atmosféře je limitováno, což vedlo k dalšímu vědeckému výzkumu v této oblasti. Je známá jako expertka na sekundární organické aerosoly.
Od roku 2009 je předsedkyní Aerosol Working Group pro atmosférický model GEOS-Chem. V letech 2006–2007 měla postgraduální stipendium NOAA Climate and Global Change na Kalifornské univerzitě v Berkeley.

## Ocenění
V roce 2015 získala James B. Macelwanu Medal od American Geophysical Union.